# Сельское поселение «Деревня Плоское»
Сельское поселение «Деревня Плоское» — муниципальное образование в составе Юхновского района Калужской области России.
Центр — деревня Плоское.

## Население
| 2010 | 2012 | 2013 | 2014 | 2015 | 2016 | 2017 |
| ---- | ---- | ---- | ---- | ---- | ---- | ---- |
| 313  | ↘305 | ↘300 | ↘296 | ↘287 | ↘285 | ↘282 |
| 2018 | 2019 | 2020 | 2021 |      |      |      |
| ↘279 | ↘276 | ↘266 | ↗354 |      |      |      |

## Состав
В поселение входят 8 населённых мест:
- деревня Плоское
- деревня Алексеевское
- деревня Бабаево
- деревня Гладкое
- деревня Обидино
- деревня Огибалово
- деревня Ольхи
- деревня Ракитня